# Estância (Sergipe)
Estância, amtlich Município de Estância, ist eine Stadt im Bundesstaat Sergipe (SE) in Brasilien. Auf einer Fläche von 644 km² lebten hier im Jahr 2010 laut Volkszählung 64.409 Einwohner. Die Bevölkerung wurde zum 1. Juli 2020 auf 69.556 Einwohner anwachsend geschätzt.
Erste Verwaltungsbefugnisse wurden 1831 nach Ausgliederung aus Vila de Santa Luzia, heute Santa Luzia do Itanhy, erteilt. Am 4. Mai 1848 wurde der Ort zur Stadt (cidade) erhoben.
Estância wurde 1960 Bischofssitz des römisch-katholischen Bistums Estância. Die Kirche Nossa Senhora de Guadalupe wurde zur Kathedrale erhoben. 
Durch die Stadt verläuft die Fernstraße BR-101, die mit 4772 km zweitlängste Fernstraße Brasiliens.